# کیویوسی‌اس
شبیه‌ساز فراگیر مدار (به انگلیسی: Qucs "Quite universal Circuit Simulator") یک نرم‌افزار شبیه‌ساز مدارات الکترونیک است که به صورت متن‌باز تحت اجازه‌نامه عمومی همگانی گنو منتشر شده‌است. این نرم‌افزار به شما این امکان را می‌دهد که مدارات خود را به وسیلهٔ یک واسط گرافیکی کاربر رسم کنید و رفتار سیگنال‌کوچک، سیگنال‌بزرگ و اغتشاش آن را شبیه‌سازی کنید. شبیه‌سازی‌های دیجیتال نیز به وسیلهٔ وریلاگ (Verilog) یا وی اچ دی ال (VHDL) پشتیبانی می‌شود.
کیویوسی‌اس از یک مجموعه در حال رشد قطعات آنالوگ و دیجیتال از جمله زیر-مدارات اسپایس (SPICE) پشتیبانی می‌کند.

## انواع تحلیل‌ها
- پارامتر S، به همراه اغتشاش
- جریان متناوب، به همراه اغتشاش
- جریان مستقیم
- تحلیل‌های گذرا
- تعادل هارمونیک (هنوز تکمیل نشده‌است)
- شبیه‌سازی‌های دیجیتال: VHDL و Verilog-HDL
- جاروب پارامتری

## امکانات در یک نگاه
- رابط گرافیکی آسان برای رسم نقشه‌ها
- نمایش اطلاعات شبیه‌سازی دیاگرام‌های گوناگون، از جمله نمودار اسمیت، قطبی، دکارتی، جدول، دیاگرام زمانی، جدول صحت و سه‌بعدی
- محاسبه‌گر خط انتقال
- سنتز فیلتر
- ابزار نمودار استمیت برای تطبیق توان و اغتشاش
- سنتز طراحی تضعیف‌کننده
- مدیر کتابخانه‌های مدل قطعات و زیر-مدارات
- بهینه‌کننده برای طراحی‌های آنالوگ
- رابط Verilog-A
- پشتیبانی از چندین زبان(GUI و سامانه راهنمای داخلی)
- سلسله مراتب زیر-مداری
- قابلیت پردازش قدرتمند نتایج با امکان استفاده از معادلات.
- وسایل خطی و غیر خطی تعریف شده به صورت پارامتری
- اسناد شامل
  - تعداد زیادی راهنمای قدم به قدم
  - گزارشات
  - توضیحات فنی شبیه‌ساز

## مجموعه ابزارها
Qucs از تعداد زیادی برنامه مستقل تشکیل شده‌است که به وسیلهٔ GUI (رابط کاربری گرافیکی) با یکدیگر تعامل دارد. از جمله:
- خود GUI
GUI برای کشیدن نقشه‌مدار، برپا سازی شبیه‌سازی‌ها، نمایش نتایج شبیه‌سازی، نوشتن کد VHDL و غیره استفاده می‌شود.
- شبیه‌ساز پیوسته (آنالوگ) پشت خط
شبیه‌ساز آنالوگ یه برنامه دارای خط‌فرمان است که توسط QUI اجرا می‌شود تا نقشه‌ای را که قبلاً توسط شما رسم شده‌است را شبیه‌سازی کند. آن یک netlist از ورودی می‌گیردواز نظر خطا بررسی می‌کند، اقدام‌های لازم شبیه‌سازی‌های مورد نظر را انجام می‌دهد و در نهایت یک مجموعه اطلاعات تولید می‌کند.
- ویراستار متن ساده
ویراستار متن برای نمایش netlist، اطلاعات ثبت شده شبیه‌سازی، همچنین برای ویرایش پرونده‌هایی که در برخی اجزا وجود دارند (از جمله SPICE netlist، یا پرونده‌های Touchstone).
- برنامه کاربردی سنتز فیلتر
این برنامه می‌تواند برای طراحی انواع مختلف فیلتر استفاده شود.
- محاسبه‌گر خط انتقال
محاسبه‌گر خط انتقال می‌تواند برای طراحی و تحلیل انواع متفاوت خط انتقال استفاده شود مانند ماکرواستریپ‌ها و کابل هم‌محور (Coaxial cable).
- کتابخانه قطعات
مدیر کتابخانه قطعات مدل فطعات واقعی را نگه‌می‌دارد (مانند دیودها، ترانزیستورها، پل‌ها، تقویت‌کننده‌های عملیاتی). که می‌تواند توسط کاربر توسعه پیدا کند.
- برنامه کاربردی سنتز تضعیف‌کننده
این برنامه می‌تواند برای طراحی انواع تضعیف‌کننده غیرفعال استفاده شود.
- برنامه تبدیل تحت خط فرمان
ابزار تبدیل توسط GUI استفاده می‌شود برای، ورود و خروج مجموعه اطلاعات، netlistها و نقشه‌ها از یا به دیگر برنامه‌های CAD/EDA. قالب‌های مورد پشتیبانی و همچنین اطلاعات استفاده در صفحه راهنمای qucsconv قرار دارد.

علاوه بر این‌ها GUI دیگر ابزارهای EDA را نیز راه‌اندازی می‌کند. برای شبیه‌سازی‌های دیجیتال (بوسیلهVHDL) از برنامه FreeHDL استفاده شده‌است؛ و برای بهینه‌سازی‌های مدار ASCO پیکربندی و راه‌اندازی می‌شود.

## قطعات
- قطعات ایده‌آل
- منابع
- پراب‌ها
- خطوط انتقال
- قطعات غیر خطی (دیودها، ترانزیستورها و…)
- قطعات دیجیتال
- سبدهای پرونده! (مجموعه اطلاعات پارامتر S، و netlistهای SPICE)
- نقاشی‌ها

## مدل‌های ترانزیستور
- FBH-HBT
- HICUM L۰ v۱٫۱۲
- HICUM L۰ v۱٫۲
- HICUM L۲ v۲٫۱
- HICUM L۲ v۲٫۲۲
- HICUM L۲ v۲٫۲۳
- MESFET (Curtice, Statz, TOM-1 and TOM-۲)
- SGP (SPICE Gummel-Poon)
- MOSFET
- JFET
- EPFL-EKV MOSFET v۲٫۶